# نهر ميدواي
نهر ميدواي هو نهر في جنوب شرق إنجلترا. يبدأ في ساسكس ويصب في مصب نهر التايمز، على مسافة إجمالية تبلغ 70 ميل (113 كـم). حوالي 13 ميل (21 كـم) من النهر يقع في ساسكس، والباقي في كينت.